# Conventer Niederung
Conventer Niederung este o arie protejată (arie specială de conservare — SAC, sit de importanță comunitară — SCI) din Germania întinsă pe o suprafață de 1.024 ha, integral pe uscat.

## Localizare
Centrul sitului Conventer Niederung este situat la coordonatele 54°08′05″N 11°53′37″E / 54.1347°N 11.8936°E.

## Înființare
Situl Conventer Niederung a fost declarat sit de importanță comunitară în aprilie 1998 pentru a proteja 3 specii de animale. Situl a fost protejat și ca arie specială de conservare în august 2016.

## Biodiversitate
Situată în ecoregiunea continentală, aria protejată conține 3 habitate naturale: Lagune de coastă, Lacuri eutrofice naturale cu vegetație de tip Magnopotamion sau Hydrocharition, Păduri de fag Asperulo-Fagetum.
La baza desemnării sitului se află mai multe specii protejate:
- amfibieni (1): triton cu creastă (Triturus cristatus)
- mamifere (1): vidră de râu (Lutra lutra)
- nevertebrate (1): Vertigo angustior